# We Are the Pigs
«We Are the Pigs» — первый сингл из альбома Dog Man Star группы Suede, выпущенный на лейбле Nude Records 12 сентября 1994 года. Сингл заявил о более мрачном настроении, которым характеризовался Dog Man Star, резко контрастируя с дебютным альбомом группы. Неординарное звучание песен сингла не было характерно для популярных брит-поп-групп того времени, что, вкупе с уходом из группы гитариста Бернарда Батлера, сказалось на низких позициях в чартах, высшей из которых стало 18-е место.
Клип, срежиссированный Давидом и Рафаэлем Виталь-Дюран, снят в зловещей атмосфере в духе романа «1984». Первоначально он был запрещён на некоторых телеканалах, включая MTV, из-за присутствующих сцен насилия. В видео показаны горящие машины, кресты, различные виды насилия по отношению к людям. Это первый клип, в котором снимался новый гитарист Ричард Оукс.
«Killing of a Flashboy», один из би-сайдов, стал практически неотъемлемой частью концертных сет-листов группы и одной из их самых известных песен. Он имеется также на сборнике Suede Sci-Fi Lullabies. Британский журнал New Musical Express включил данную композицию в свой список «500 величайших песен всех времён», разместив её в нём на 364-й позиции.
Журнал Pitchfork поместил «We Are the Pigs» на 169-е место в списке 200 главных треков 1990-х.

## Список композиций
Слова и музыка всех песен — написаны Бернардом Батлером и Бреттом Андерсоном.
| №  | Название                | Длительность |
| -- | ----------------------- | ------------ |
| 1. | «We Are the Pigs»       | 4:21         |
| 2. | «Killing of a Flashboy» | 4:08         |
| 3. | «Whipsnade»             | 4:22         |

| №  | Название                | Длительность |
| -- | ----------------------- | ------------ |
| 1. | «We Are the Pigs»       | 4:13         |
| 2. | «Killing of a Flashboy» | 4:03         |
| 3. | «Whipsnade»             | 4:11         |

| №  | Название                | Длительность |
| -- | ----------------------- | ------------ |
| 1. | «We Are the Pigs»       |              |
| 2. | «Killing of a Flashboy» |              |